# J. B. Hutto
Joseph Benjamin Hutto, mais conhecido como J. B. Hutto (Blackville, 26 de abril de 1926 – Harvey, 12 de junho de 1983), foi um músico de blues norte-americano. Hutto tem como principal influência Elmore James, e se tornou conhecido por seu estilo de tocar guitarra slide. Foi incluído no Blues Hall of Fame dois anos após sua morte.

## Vida e carreira
Nasceu em Blackville, Carolina do Sul, é o quinto de sete irmãos. Sua família se mudou para Augusta, Geórgia quando Hutto tinha três anos de idade. Seu pai, Calvin, era pastor e Hutto, juntamente com seus três irmãos e três irmãs, formou uma banda gospel chamada The Golden Crowns, cantando em igrejas locais.  O pai de Hutto morreu em 1949, e a família foi então para Chicago. Hutto serviu como recruta na Guerra da Coreia no começo dos anos 50, dirigindo caminhões nas zonas de combate.
Em Chicago, Hutto começou a tocar bateria e se juntou à Johnny Ferguson and his Twisters. Ele também tentou tocar piano antes de se decidir pela guitarra quando então se juntou ao percussionista Eddie 'Porkchop' Hines e começou a tocar nas ruas. Joe Custom que também tocava guitarra se juntou a eles e começaram a se apresentar em clubes, depois disso o gaitista George Mayweather entrou para a banda.  Hutto batizou sua banda de The Hawks, por causa do vento forte de Chicago.  Uma sessão de gravações em 1954 resultou no lançamento de dois singles pela gravadora Chance Records e uma segunda sessão no final do mesmo ano, com o acompanhamento do pianista Little Johnny Jones, produziu um terceiro.
No final da década de 50 Hutto se desencantou com a música após uma mulher quebrar sua guitarra na cabeça do marido, largou tudo para trabalhar como zelador em uma funerária.  Retornou à indústria da música no meio dos anos 60 com uma nova versão do The Hawks com Herman Hassell no baixo e Frank Kirkland na bateria.  Sua carreira de gravações se resumem com uma sessão para a Vanguard Records lançada na coletânea Chicago/the Blues/Today! Vol. 1, e os álbums para a Testament Records e Delmark Records.  O álbum Hawk Squat! de 1968, que contava com Sunnyland Slim no órgão e piano e Maurice McIntyre no saxofone, é aclamado como seu melhor trabalho por algumas fontes.
Depois da morte de Hound Dog Taylor em 1975, Hutto tocou com sua banda The Houserockers por algum tempo, e no final da década de 70 se mudou para Boston e recrutou uma nova banda que chamou de New Hawks, com quem ele gravou alguns álbums de estúdio pelo selo Varrick. Seu álbum de 1983 Slippin' & Slidin foi o último de sua carreira sendo mais tarde relançado em CD como Rock With Me Tonight.

## Morte e legado
Hutto retornou para Illinois no começo dos anos 80, onde foi diagnosticado com câncer. Morreu em 1983, aos 57 anos em Harvey, Illinois. Foi enterrado no cemitério Restvale em Alsip, Illinois.
Em 1985, a Blues Foundation introduziu J. B. Hutto no Blues Hall of Fame.  Seu sobrinho, Lil' Ed Williams (do Lil' Ed and the Blues Imperials) mantém vivo seu legado, tocando e cantando ao estilo do seu tio.

## Discografia
- Hawk Squat (1968)
- Slidewinder (1973)
- Blues for Fonessa (1976)
- Live Volume One (1977)
- Live at Sandy's Jazz Revue (1979)
- Keeper Of The Flame (1980)
- Slideslinger (1982)
- Slippin' & Slidin' (1983)
- J.B. Hutto And The Houserockers Live 1977 (1991)
- High & Lonesome (1992)
- Masters of Modern Blues (1995)
- Rock With Me Tonight (1999)
- Live At Shaboo Inn 1979 (1999)
- Hip Shakin' (2000)
- Slidin the Blues (2002)
- Stompin' At Mother Blues (2004)
- Slide Guitar Master (2007)